# Syl Cheney-Coker
Syl Cheney-Coker (n. 28 iunie 1945) este un poet, romancier și jurnalist din Sierra Leone.